# 講談社タイガ
講談社タイガ（こうだんしゃタイガ）は、株式会社講談社が発行している小説の文庫レーベル。

## 概要
2015年7月9日、ティーザーサイトが立ち上がる。ロゴマークの他に、作家の名前と7月23日までのカウントダウンが表示されるも、レーベル名は秘されていた。同年7月23日、レーベル名と創刊日が発表され、創刊までの新たなカウントダウンが表示される。同年10月20日、創刊される。
講談社ノベルスの兄弟レーベルという位置づけとされる。創刊と入れ替わりに講談社BOXを実質的にレーベル休刊しているが、玉石混淆でミステリ色も希薄だったことから、作家陣で引き継いだのは唯一、森川智喜だけであった。
全点新作・書き下ろしで、すべてシリーズ作品とされていたが、書き下ろしではない作品も刊行されている。判型は、A6判（文庫判）。毎月20日頃に発売されている。毎月4冊程度ずつ刊行されている。
新書ノベルズという判型の書籍を定期的に刊行している出版社がかなり少なくなっており、書店の棚も縮小している状況を受けて創刊された。20代、30代の小説愛好者をメインターゲットとしている。一般文芸レーベルとされており、女性読者を意識したミステリー色が強いが、ミステリーだけではなく、ファンタジーやSFも含めたエンターテインメント小説全般を扱っている。
実質的な創刊編集長を務めていた河北壮平が、2021年2月に「小説現代」編集長へ転出したため、以降の刊行点数はやや縮小傾向にある。

## 創刊ラインナップ
- 西尾維新『美少年探偵団 きみだけに光かがやく暗黒星』
- 野﨑まど『バビロン 女』
- 野村美月『晴追町には、ひまりさんがいる。 はじまりの春は犬を連れた人妻と』
- 森博嗣『彼女は一人で歩くのか? Does She Walk Alone?』